# Farkaševac
Farkaševac es un municipio de Croacia en el condado de Zagreb.

## Geografía
Se encuentra a una altitud de 113 m s. n. m. a 69,2 km de la capital nacional, Zagreb.

## Demografía
En el censo 2011, el total de población del municipio fue de 1964 habitantes, distribuidos en las siguientes localidades:
- Bolč - 461
- Brezine - 195
- Donji Markovac - 41
- Farkaševac - 307
- Ivančani - 199
- Kabal - 163
- Mački - 85
- Majur - 114
- Prašćevac - 124
- Zvonik - 89
- Žabnica - 186